# Jay Thomson
Jay Robert Thomson (Krugersdorp, 12 april 1986) is een voormalig Zuid-Afrikaans wielrenner. In 2008 won hij de Ronde van Egypte. In 2013 won hij zijn eerste Zuid-Afrikaanse titel op de weg bij de profs.

## Overwinningen
2008
1e en 2e etappe Ronde van Egypte
Eindklassement Ronde van Egypte
 Zuid-Afrikaans kampioen tijdrijden, Beloften
 Afrikaans kampioen tijdrijden, Elite
2009
 Afrikaans kampioen ploegentijdrit, Elite (met Reinardt Janse van Rensburg, Ian McLeod en Christoff Van Heerden)
 Afrikaans kampioen tijdrijden, Elite
2010
3e etappe Ronde van Wellington
2e etappe Ronde van Langkawi
2011
3e etappe Joe Martin Stage Race
 Ploegentijdrit op de Afrikaanse Spelen
2012
1e etappe Ronde van Portugal
2013
 Zuid-Afrikaans kampioen op de weg, Elite
1e etappe Ronde van Rwanda

## Resultaten in voornaamste wedstrijden
| Jaar | Ronde van Italië | Ronde van Frankrijk | Ronde van Spanje |
| ---- | ---------------- | ------------------- | ---------------- |
| 2012 |                  |                     |                  |
| 2013 |                  |                     |                  |
| 2014 |                  |                     | 155e             |
| 2015 |                  |                     | 123e             |
| 2016 | 148e             |                     |                  |
| 2017 |                  |                     |                  |
| 2018 |                  | 143e                |                  |
| 2019 |                  |                     |                  |

| Jaar | Milaan-San Remo | Gent-Wevelgem | Ronde van Vlaanderen | Parijs-Roubaix | Luik-Bast.‑Luik | Ronde van Lombardije | Waalse Pijl | Parijs-Tours |  | WK op de weg |
| ---- | --------------- | ------------- | -------------------- | -------------- | --------------- | -------------------- | ----------- | ------------ |  | ------------ |
| 2012 |                 |               |                      |                |                 |                      |             |              |  | opgave       |
| 2013 | opgave          |               |                      |                |                 | opgave               |             | 17e          |  |              |
| 2014 | opgave          | 123e          | 99e                  |                | opgave          |                      | 132e        |              |  |              |
| 2015 |                 |               | opgave               | buit.tijd      |                 |                      | opgave      | opgave       |  |              |
| 2016 | 174e            |               | opgave               | 117e           |                 |                      |             | 130e         |  |              |
| 2017 | 181e            | 66e           | 102e                 | opgave         |                 |                      |             | 128e         |  |              |
| 2018 | 141e            | 111e          | opgave               | 54e            |                 |                      |             | 95e          |  |              |
| 2019 |                 |               | opgave               | opgave         | opgave          |                      | opgave      |              |  |              |

## Ploegen
- 2007 –  Team Konica Minolta
- 2008 –  Team MTN
- 2009 –  MTN Cycling
- 2010 –  Fly V Australia
- 2011 –  Bissell Cycling
- 2012 –  UnitedHealthcare Pro Cycling
- 2013 –  MTN-Qhubeka
- 2014 –  MTN-Qhubeka
- 2015 –  MTN-Qhubeka
- 2016 –  Team Dimension Data
- 2017 –  Team Dimension Data
- 2018 –  Team Dimension Data
- 2019 –  Team Dimension Data
- 2020 –  NTT Pro Cycling

Evans · George · Kinnear · Lange · McDonald · McLeod · Spence · Potgieter · Thomson · Van Heerden · White · Woolcock
Byukusenge · Chaabane · Evans · George · McLeod · Munanganda · Nameembo · Niyonshuti · Potgieter · Teutenberg · Thomson · C. Van Heerden · J. Van Heerden
Ciolek · Debesay · Grmay · Janse van Rensburg · Jim · Konovalovas · Meintjes · Niyonshuti · Pardilla · Potgieter · Reguigui · Reimer · Russom · Sbaragli · Stauff · Tewelde · Thomson · van Niekerk · Venter · Wesemann · van Zyl
Augustyn · Ciolek · Debesay · Dougall · Gerdemann · Grmay · Janse van Rensburg · Jim · Konovalovas · Kudus · Meintjes · Niyonshuti · Pardilla · Potgieter · Reguigui · Reimer · Russom · Sbaragli · Stauff · Teklehaimanot · Tewelde · Thomson · van Niekerk · Venter · Wesemann · van Zyl · Hník (stagiair)
Berhane · Boasson Hagen · Bos · Brammeier · Ciolek · Cummings · Dougall · Farrar · Goss · R.Janse van Rensburg · J.Janse van Rensburg · Jim · Kudus · Meintjes · Niyonshuti · Pauwels · Reguigui · Sbaragli · Stauff · Teklehaimanot · Thomson · van Zyl · Venter · Julius (stagiair)
Antón · Berhane · Boasson Hagen · Bos · Brammeier · Cavendish · Cummings · Debesay · Dougall · Eisel · Farrar · Fraile · Haas · J.Janse van Rensburg · R.Janse van Rensburg · Jim · Kudus · Meyer · Niyonshuti · Pauwels · Reguigui · Renshaw · Sbaragli · Siwtsow · Teklehaimanot · Thomson · Venter · van Zyl · Eyob (stagiair) · Gebreigzabhier (stagiair) · Gibbons (stagiair)
Antón · Berhane · Boasson Hagen · Cavendish · Cummings · Debesay · Dougall · Eisel · Farrar · Fraile · Gibbons · Haas · J. Janse van Rensburg · R. Janse van Rensburg · King · Kudus · Morton · Niyonshuti · O'Connor · Pauwels · Reguigui · Renshaw · Sbaragli · Teklehaimanot · Thomson · Thwaites · Venter · van Zyl · Dlamini (stagiair) · Eyob (stagiair) · Gebreigzabhier (stagiair)
Antón · Berhane · Boasson Hagen · Cavendish · Cummings · Davies · Debesay · Dlamini · Dougall · Eisel · Gebreigzabhier · Gibbons · J. Janse van Rensburg · R. Janse van Rensburg · King · Kudus · Meintjes · Morton · O'Connor · Pauwels · Renshaw · Slagter · Thomson · Thwaites · Venter · Vermote · van Zyl
Bak · Boasson Hagen · Cavendish · Cummings · Davies · de Bod · Dlamini · Eisel · Gasparotto · Gebreigzabhier · Gibbons · J. Janse van Rensburg · R. Janse van Rensburg · King · Kreuziger · Mäder · Meintjes · Nizzolo · O'Connor · Renshaw · Slagter · Thomson · Tiller · Valgren · Venter · Vermote · Wyss
Barbero · Battistella · Boasson Hagen · Campenaerts · Carbel · De Bod · Dlamini · Dyball · Gasparotto · Gebreigzabhier · Gibbons · Gogl · Iribe · Janse van Rensburg · King · Kreuziger · Mäder · Meintjes · Nizzolo  · O'Connor · Pozzovivo · Sobrero · Stokbro · Sunderland · Thomson · Tiller · Valgren · Walscheid · Wyss